# ドミニク・デヌーチ
ドミニク・デヌーチ（Dominic DeNucci、1932年1月23日 - 2021年8月12日）は、イタリア・ヴェネト州ヴェネツィア出身のプロレスラー。生年は1936年ともされた。
ベビーフェイスのパワーファイターとして、イタリア系移民の多いニューヨークのWWWF圏を中心に活躍した。日本では、ドン・デヌーチまたはドン・デヌッツィ（Don DeNucci）のリングネームで知られる。

## 来歴
1955年にイタリアからカナダのモントリオールに移住し、同地区のスター選手だったトニー・ランザのトレーニングを受けてデビュー。1960年代初頭はドミニク・ブラボーと名乗り、初代ディノ・ブラボーとの "The Bravo Brothers" で活動した。
その後、リングネームを本名のドミニク・デヌーチに戻してシングルプレイヤーとなり、アメリカ合衆国のNWA圏に進出。1964年1月25日にはサンフランシスコにてレイ・スティーブンスからUSヘビー級王座を奪取した。同年下期からはオーストラリア（ジム・バーネットが主宰していたワールド・チャンピオンシップ・レスリング）にも遠征、11月7日にキラー・コワルスキーを破り、豪州版のIWA世界ヘビー級王座を獲得している。
カナダでの活動も続け、1966年12月26日にはバンクーバーにてドン・レオ・ジョナサンと組み、ダッチ・サベージ&ドン・ジャーディンからNWA世界タッグ王座を奪取。翌1967年からはWWWFに登場、バロン・シクルナ、ブル・ラモス、ケンタッキー・ブッチャー、ルーク・グラハム、プロフェッサー・タナカ、ブルドッグ・ブラワー、ルー・アルバーノなどのヒール勢と対戦した。
以降、1960年代後半から1970年代初頭にかけてはオーストラリアとWWWFを股にかけて活躍。オーストラリアではマーク・ルーインらをパートナーに、ラリー・ヘニング&ハーリー・レイス、スカル・マーフィー&キラー・カール・コックス、コワルスキー&ビル・ミラーなどの強力チームを破り、IWA世界タッグ王座を再三獲得。1970年1月7日にはキング・イヤウケアに勝利し、IWA世界ヘビー級王座への通算4回目の戴冠を果たした。WWWFでは1971年6月18日、同郷の大スターであるブルーノ・サンマルチノとのコンビでザ・モンゴルズ（ジート&ベポ）からインターナショナル・タッグ王座を奪取している。
1971年下期からはNWFに参戦し、12月8日にワルドー・フォン・エリックを下してNWF世界ヘビー級王座を獲得。NWFではオーストラリアでもタッグを組んでいたトニー・パリシ（アントニオ・プリエーゼ）とイタリア人コンビを結成、NWF離脱後もパリシとのタッグチームで活動し、フロリダでは1974年12月28日、トール・タナカ&ディック・スレーターからNWAフロリダ・タッグ王座を奪取した。
1975年よりWWWFに復帰して、5月13日にビクター・リベラと組んでバリアント・ブラザーズ（ジミー・バリアント&ジョニー・バリアント）からWWWF世界タッグ王座を奪取。リベラのWWWF離脱後はアイリッシュ・パット・バレットを新パートナーに防衛戦を行ったが、同年8月26日、ザ・ブラックジャックス（ブラックジャック・マリガン&ブラックジャック・ランザ）にタイトルを奪われた。
王座陥落後もWWWFを主戦場に、1977年6月10日にはペンシルベニア州ピッツバーグにてスーパースター・ビリー・グラハムのWWWFヘビー級王座に挑戦した。1978年はディック・ザ・ブルーザーが主宰していたインディアナポリスのWWAにも出場し、3月4日にウイルバー・スナイダーと組んでバリアント・ブラザーズからWWA世界タッグ王座を奪取。10日後の3月14日には2代目のディノ・ブラボーをパートナーに、タナカ&ミスター・フジを破ってWWWF世界タッグ王座に再び戴冠、WWAとWWWFの両世界タッグ王座の2冠王となった。
1980年代初頭もWWFへの出場を続け、ケン・パテラ、ボビー・ダンカン、スタン・ハンセン、ハルク・ホーガン、サージェント・スローター、ザ・ハングマン、アンジェロ・モスカ、キラー・カーン、ジェシー・ベンチュラ、アドリアン・アドニスらヒール勢のジョバーを務めた。1983年にWWFを離れてからは、ビンス・マクマホン・ジュニアの全米侵攻の対抗組織としてAWAのバーン・ガニアやNWAのジム・クロケット・ジュニアらが結成した "Pro Wrestling USA" のニューヨーク近郊での興行に単発出場していた。
現役引退後はニューヨーク・タイムズの運転手となって働く一方、ピッツバーグのレスリング・スクールにて後進の指導・育成に携わり、ミック・フォーリーやシェーン・ダグラスを指導した。近年も東部地区のインディー団体やリユニオン・イベントに出場しており、2005年8月27日の "WrestleReunion 2" ではイワン・コロフ、2007年3月24日の "IWC Night of Legends 3" ではラリー・ズビスコなど、往年のライバルとの対戦も実現している。2012年4月14日にはトロントのPWSにて弟子のダグラスとタッグを組んだ。
2021年8月12日に死去したことが、カリフラワー・アレイ・クラブより発表された。89歳没。

### 日本マットでの活動
1968年4月、ドン・デヌーチのリングネームで日本プロレスに初来日し、『第10回ワールドリーグ戦』に「イタリア代表」として出場。対日本陣営ではジャイアント馬場、アントニオ猪木、大木金太郎、吉村道明には敗退するも、星野勘太郎、山本小鉄、ミツ・ヒライ、デューク・ケオムカからは勝利を収め、外国陣営ではコワルスキー、ジェス・オルテガ、フレッド・ブラッシー、ターザン・タイラーに次ぐパット・パターソンと同点の戦績を残した。1971年11月の再来日では、同月24日に姫路にて大木のアジアヘビー級王座に挑戦。3度目の来日となる1972年10月には、全日本プロレスの旗揚げシリーズに盟友サンマルチノと共に参戦している。WWFと新日本プロレスの提携後も新日本には来日せず、サンマルチノの縁故で1981年10月まで通算5回全日本プロレスに来日したが、日本では真価を発揮することはできなかった。

## 得意技
- エアプレーン・スピン - ジェス・オルテガやブラックジャック・マリガンなどの巨漢レスラーを軽々と振り回したこともある[23]。
- アトミック・ドロップ
- アブドミナル・ストレッチ

## 獲得タイトル
NWAサンフランシスコ
- NWA USヘビー級王座（サンフランシスコ版）：1回[5]

NWAオールスター・レスリング
- NWA世界タッグ王座（バンクーバー版）：1回（w / ドン・レオ・ジョナサン）[7]

NWAビッグタイム・レスリング
- NWA世界タッグ王座（デトロイト版）：1回（w / クリス・マルコフ）[24]

チャンピオンシップ・レスリング・フロム・フロリダ
- NWAフロリダ・タッグ王座：1回（w / トニー・パリシ）[11]

ワールド・チャンピオンシップ・レスリング（オーストラリア）
- IWA世界ヘビー級王座：3回[6]
- IWA世界タッグ王座：3回（w / マーク・ルーイン、トニー・パリシ、マリオ・ミラノ）[8]

ワールド・ワイド・レスリング・フェデレーション
- WWWFインターナショナル・タッグ王座：1回（w / ブルーノ・サンマルチノ）[9]
- WWWF世界タッグ王座：2回（w / ビクター・リベラ〜パット・バレット、ディノ・ブラボー）[12][13]

ナショナル・レスリング・フェデレーション
- NWF世界ヘビー級王座：1回[10]
- NWF北米ヘビー級王座：1回
- NWF世界タッグ王座：1回（w / トニー・パリシ）

ワールド・レスリング・アソシエーション（インディアナポリス）
- WWA世界タッグ王座：1回（w / ウイルバー・スナイダー）[15]

スタンピード・レスリング
- NWAインターナショナル・タッグ王座：3回（w / ロニー・エチソン）[25]

Lutte Internationale
- カナディアン・インターナショナル・タッグ王座：1回（w/ ニック・デカーロ）[26]